# José Miguel Vélez Picasso
José Miguel Vélez Picasso (Lima, 8 de mayo de 1902-23 de noviembre de 1971) fue un periodista peruano.

## Biografía
Hijo de José Miguel Vélez Cossío y María Antonieta Picasso. Cursó sus estudios escolares en el Colegio de la Inmaculada (jesuita) de Lima y luego en el Colegio Nacional San Luis Gonzaga de Ica. En 1923 ingresó a la Universidad Mayor de San Marcos, donde cursó Letras y Ciencias Políticas y Administrativas.
Se dedicó al periodismo, empezando en 1919 como redactor de La Voz de Ica. En 1931 ingresó a laborar en el diario El Comercio de Lima, primero como redactor y luego como editorialista, hasta 1965. Escribió numerosos artículos de investigación sobre temas del pasado, así como notas bibliográficas. Usaba el seudónimo de Jovel.
En 1949 empezó a ejercer la docencia, como profesor de Historia del Periodismo en la Escuela de Periodismo de la Facultad de Letras de su alma mater.
Fue miembro de número de la Sociedad Peruana de Historia, de la que fue director de 1960 a 1962. También fue miembro de la Sociedad Geográfica de Lima (desde 1934) y de la Academia Nacional de la Historia (desde 1968).
Estuvo casado con Carmen María Moyano.

## Publicaciones
Entre los numerosos ensayos que publicó, figuran los siguientes:
- La plaza de armas de Ica (1931)
- Fray Ramón Rojas, el padre Guatemala (1939)
- Don Ricardo Palma periodista (1950)
- Ricardo Bentín 1853-1953 (1953)
- Unanue periodista (1955). Premio de la Asociación Nacional de Periodistas.